# كين بلات
كين بلات (بالإنجليزية: Kin Platt)‏ هو كاتب وكاتب للأطفال أمريكي، ولد في 8 ديسمبر 1911 في نيويورك في الولايات المتحدة، وتوفي في 1 ديسمبر 2003.

## وصلات خارجية
- كين بلات على موقع IMDb (الإنجليزية)
- كين بلات على موقع ميوزك برينز (الإنجليزية)